# HMS Caradoc (D60)
HMS Caradoc (D60) là một tàu tuần dương hạng nhẹ thuộc lớp tàu tuần dương C của Hải quân Hoàng gia Anh Quốc, được chế tạo trong giai đoạn Chiến tranh Thế giới thứ nhất, và là chiếc dẫn đầu của lớp phụ Caledon. Lớp phụ này, vốn còn bao gồm HMS Calypso, HMS Caledon và HMS Cassandra, giữ lại kiểu dáng hai ống khói của hai lớp phụ trước đó; nhưng hệ thống động lực có khác biệt đôi chút, cũng như là cấu trúc thượng tầng. Dàn hỏa lực chính bao gồm năm khẩu BL 152 mm (6 inch) Mark XII, và dàn pháo hạng hai gồm hai khẩu QF 76 mm (3 inch) và hỏa lực phòng không gồm bốn khẩu 3 pounder.
Caradoc được đặt lườn tại xưởng đóng tàu Scotts Shipbuilding and Engineering Company ở Greenock vào ngày 21 tháng 2 năm 1916. Nó được hạ thủy vào ngày 23 tháng 12 năm 1916 và đưa ra hoạt động cùng Hải quân Hoàng gia vào ngày 15 tháng 6 năm 1917. Thoạt tiên nó được bố trí vào Hải đội Tuần dương nhẹ 6 thuộc Hạm đội Grand, và chịu đựng một tai nạn khi cùng với tàu chị em HMS Cassandra bị mắc cạn tại đảo Fair vào ngày 15 tháng 8 năm 1917 nhưng cả hai đều được giải thoát thành công.
Khi Chiến tranh Thế giới thứ hai nổ ra, Caradoc được bố trí hoạt động tại khu vực Đại Tây Dương, và nó tham gia tuần tra dọc theo bờ biển Bắc Mỹ. Vào ngày 23 tháng 10 năm 1939, tàu tuần dương hạng nhẹ HMS Orion và tàu khu trục Canada HMCS Saguenay ngăn chặn chiếc tàu chở dầu Đức Emmy Friedrich. Khi Caradoc đến được hiện trường, người Đức đã cho đánh đắm tàu của mình để tránh bị chiếm giữ. Vào ngày 11 tháng 12 năm 1940, tàu Đức Rhein bị chiếc tàu xà-lúp Hà Lan HrMs Van Kinsbergen ngăn chặn ở phía Tây eo biển Florida. Chiếc Rhein bị chính thủy thủ đoàn của nó đốt cháy để tránh bị chiếm giữ, và sau đó bị Caradoc đánh chìm.
Caradoc trở thành một tàu căn cứ từ tháng 4 năm 1944, và được cho là đã lạc hậu vào cuối chiến tranh. Nó bị bắn để tháo dỡ vào ngày 5 tháng 4 năm 1946, và sau đó được tháo dỡ tại Briton Ferry, Wales trong tháng 5 năm 1946.